# Isotta Fraschini Beta
L'Isotta Fraschini Beta era un motore aeronautico a sei cilindri invertiti e disposti in linea, prodotto dall'azienda meccanica italiana Isotta Fraschini a partire dalla fine degli anni trenta del XX secolo.
L'Isotta Fraschini derivò il Beta dal motore Gamma, mantenendone inalterate le dimensioni di alesaggio e corsa. Il motore aveva monoblocco in lega di alluminio con cilindri in acciaio e alluminio, ciascuno dotato di una singola valvola di aspirazione e una di scarico. L'impianto d'alimentazione prevedeva l'impiego di carburatori, di realizzazione della stessa Isotta Fraschini, di un compressore a una velocità e di sistema di riduzione per l'azionamento dell'elica.
Fu prodotto in piccole quantità e montato su un certo numero di velivoli da addestramento italiani.

## Mezzi utilizzatori
- Breda Ba.205
- CANSA C.6 Falchetto
- IMAM Ro.63
- Nardi FN.316
- SAI Ambrosini S.7
- Saiman 208